# Botanická zahrada Přírodovědecké fakulty Univerzity Palackého v Olomouci
Botanická zahrada Přírodovědecké fakulty Univerzity Palackého v Olomouci se nachází v Olomouci v ulici U botanické zahrady na okraji Smetanových sadů nedaleko centra města v ochranném pásmu městské památkové rezervace. Na současném místě se nachází od roku 1901, v roce 1958 přešla pod správu Univerzity Palackého. Bývá zaměňována se známější a rozsáhlejší Botanickou zahradou Výstaviště Flora Olomouc, která se rozkládá poblíž Korunní pevnosti a Bezručových sadů.
Zahrada slouží pro výuku a vzdělávání žáků a studentů všech typů škol, rozvoji vědeckých a výzkumných aktivit, realizaci programů uchovávání genofondu kulturních a planě rostoucích rostlin a také pro relaxaci a osvětu široké veřejnosti. V období duben–říjen je ve všední dny zahrada volně přístupná veřejnosti. Ročně zahradu navštíví asi 5 000 návštěvníků.

## Historie
V písemných pramenech poprvé zmiňována roku 1787 kdy mělo olomoucké lyceum v úmyslu botanickou zahradu založit. V zahradě dominikánského kláštera u sv. Michala byla zahrada opravdu založena pro potřebu studia medicínsko-chirurgického oboru a kláštera. Ale v roce 1874, po zániku školy, byla zahrada zrušena. Novou botanickou zahradu začal budovat v roce 1901 spolek Botanischer Verein in Olmütz v oblasti dnešních Smetanových sadů. Botanická zahrada Přírodovědecké fakulty Univerzity Palackého v Olomouci je na začátku 20. století uváděna jako jediná botanická zahrada na Moravě.
Mimořádný podíl na budování zahrady měli lékárník Edmund Tuma a městský zahradník Karel Pohl. Řadu rostlin do nových skleníků darovali rovněž správci zahrad v Schönbrunnu a Lednici. Skleník byl zrušen v osmdesátých letech 20. století. 
V roce 1909 měl spolek 620 členů a v roce 1913 byl vydán první tištěný průvodce botanickou zahradou. Ve spolku přednášel o botanice i vrchní rada Julius Wiehl a pozdější univerzitní profesor Josef Podpěra. Během 1. sv války vznikly omezeným vytápěním škody na teplomilných druzích. Neutěšený stav sbírek se nezlepšil až do roku 1938, přestože se o ni s největší péčí staral floristický pracovník Josef Otruba a zahradník J. Polák. V roce 1948 po zániku botanického spolku přešla botanická zahrada do péče a majetku města Olomouce a postupně upadala. V roce 1956 byla část botanické zahrady předána pod správu tehdejší Vysoké školy pedagogické a později katedře botaniky Přírodovědecké fakulty Univerzity Palackého. Od roku 1959 je jejím vlastníkem Přírodovědecká fakulta Univerzity Palackého v Olomouci. Zahrada je jejím samostatným pracovištěm od roku 2012.
V 70. letech 20. století se původní půdorys zahrady zmenšil výstavbou pavilonu H výstaviště Flora Olomouc na místě mezitím zcela zchátralých skleníků. V roce 1977 je zmiňováno, že botanická zahrada Přírodovědecké fakulty Univerzity Palackého v Olomouci měla zastoupeno 990 taxonů a vydávala Index seminum, kde nabízela semena 700 až 800 druhů.
Při velké povodní v roce 1997, kdy voda v zahradě dosahovala výšky téměř 1 metr, byla zničena řada písemných dokumentů uložených v zahradním domku.  S finanční podporou Olomouckého kraje byla v roce 2008  realizována řada stavebně-technických a projekčních prací v rámci projektu zaměřeného na rozvoj vzdělávání. Byla zahájena postupná revitalizace zeleně, zpracován informační systém,  rekonstruováno oválné jezírko a upraven prostor pro vybudování letní posluchárny.  
V dubnu 2024 byla při vstupu do areálu otevřena nová víceúčelová budova s přednáškovým sálem a zimní zahradou, která poskytuje kvalitní sociální i technické zázemí akademické obci a veřejnosti. Přednáškový sál nese jméno Josefa Otruby, významného  moravského botanika první poloviny 20. století.   

## Popis
Rozloha zahrady je 0,56 hektaru a člení se na tři hlavní části:
- parkovou se vzrostlými stromy na travnatém podrostu a vodními plochami (klikaté jezírko a smuha, model mrtvého říčního ramene Litovelského Pomoraví)
- centrální  s pravidelně uspořádanými záhony a drobnějšími dřevinami
- okrajový pruh oddělující zahradu na jihu od přilehlé železniční trati osázený méně vzrostlými stromy, keři a popínavými rostlinami.

V zadní části zahrady stojí zahradní domek, poblíž něho  se nachází oválné jezírko a slatiniště. Prostor pod velkým ořešákem slouží jako venkovní posluchárna s lavičkami uspořádanými do půlkruhu. Dlažba z přírodní břidlice navazuje na přilehlou skalku. 
Na  ploše zahrady se vyskytuje přibližně 1500 rostlinných druhů. Pěstuje se zde hlavně teplomilná květena z jižních oblastí mírného pásma, četné druhy severoamerické květeny (pupalky, hvězdnice aj.) i druhy významné z hlediska užitkového, tzn. kulturní, léčivé a aromatické rostliny. Roste zde asi 250 kusů dřevin ze středoevropské oblasti, balkánského poloostrova, Severní Ameriky i východní Asie. Po celém areálu jsou roztroušeně pěstovány různé druhy trav a trávovitých rostlin včetně trav ze Sibiře, východní Asie a Patagonie. V zahradě se nachází asi 50 druhů mechorostů. 

## Galerie

Podzim 2022
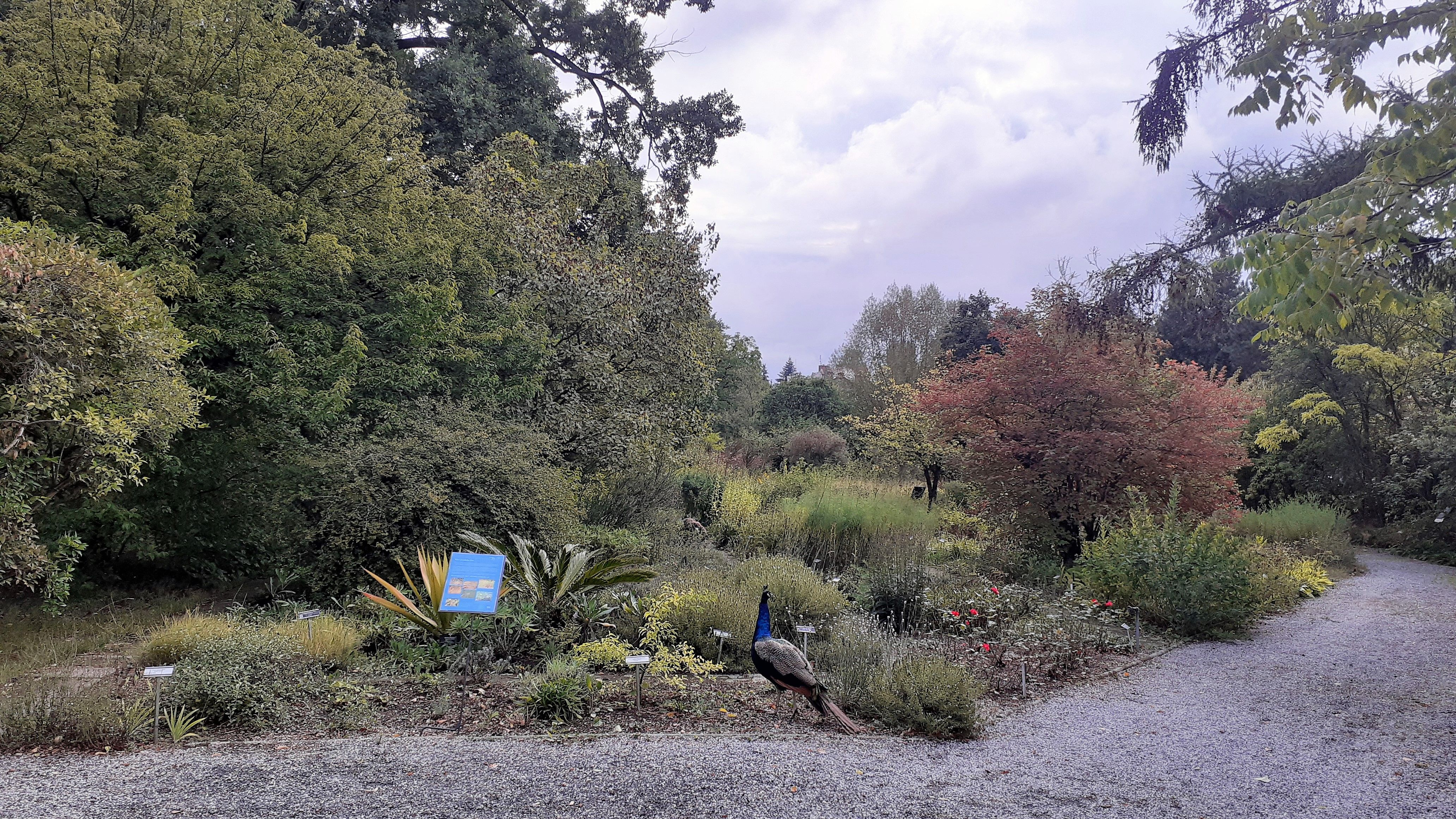
Centrální část - pohled od vstupu do zahrady
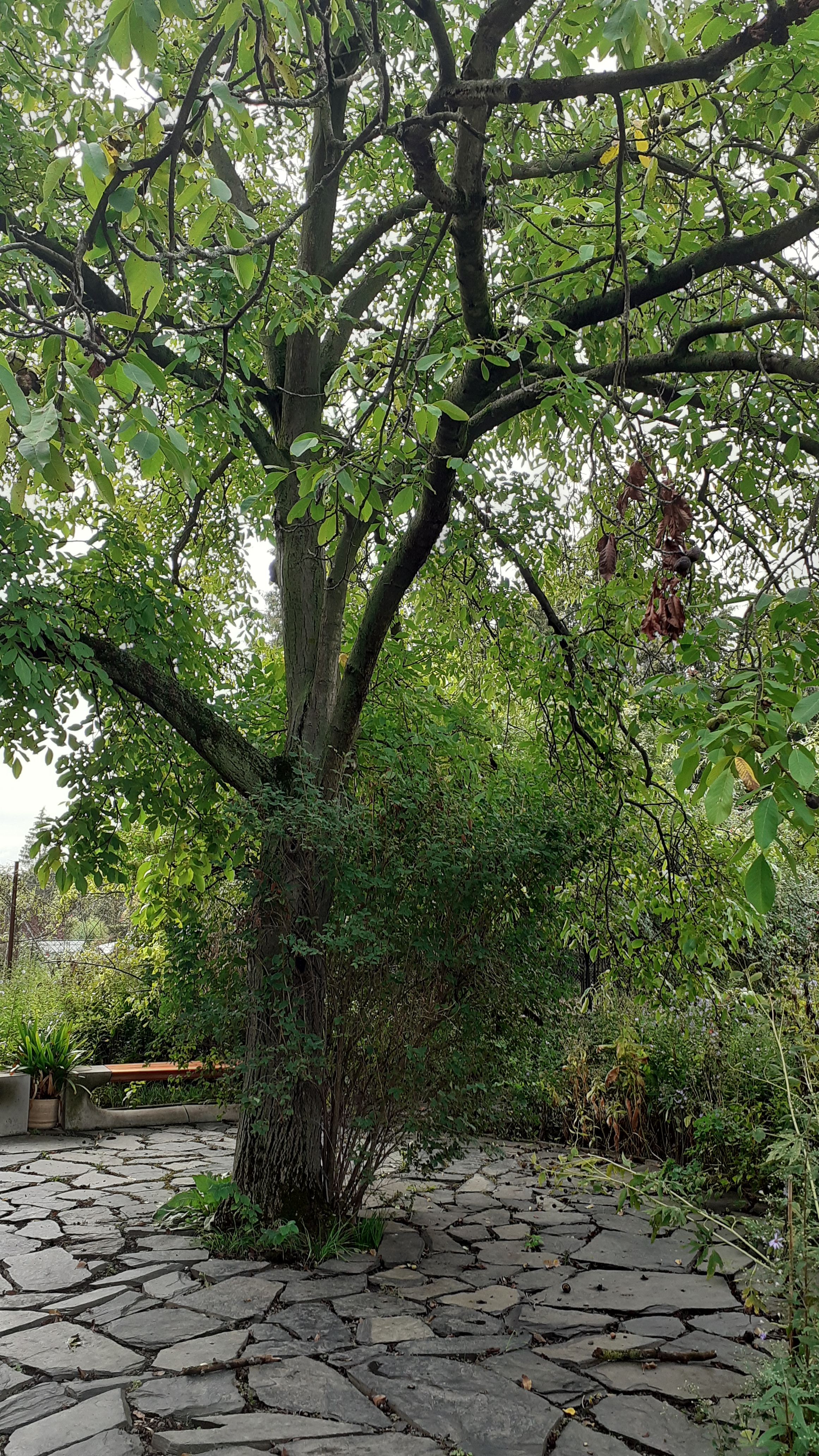
Venkovní posluchárna
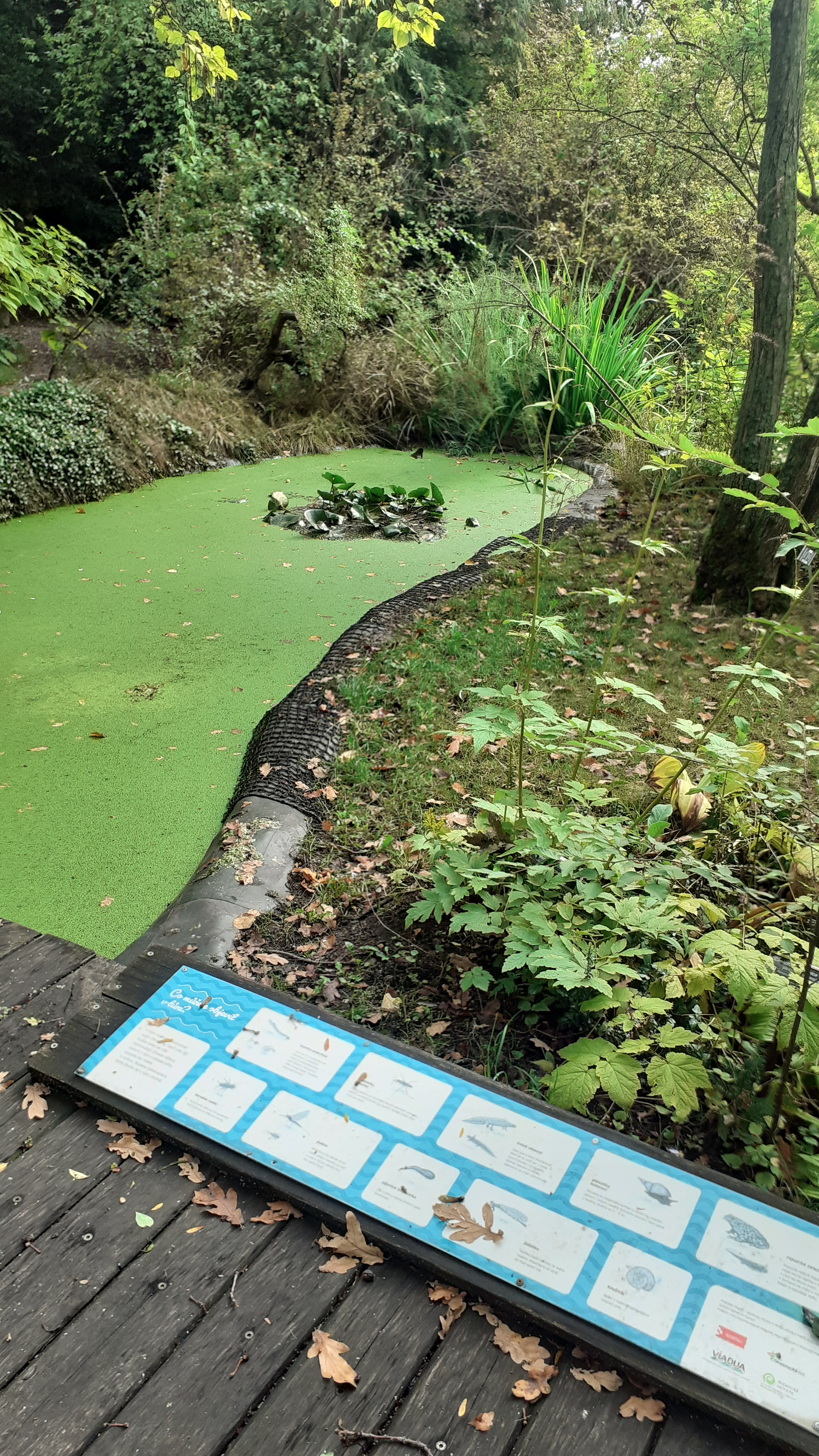
Jezírko v parkové části
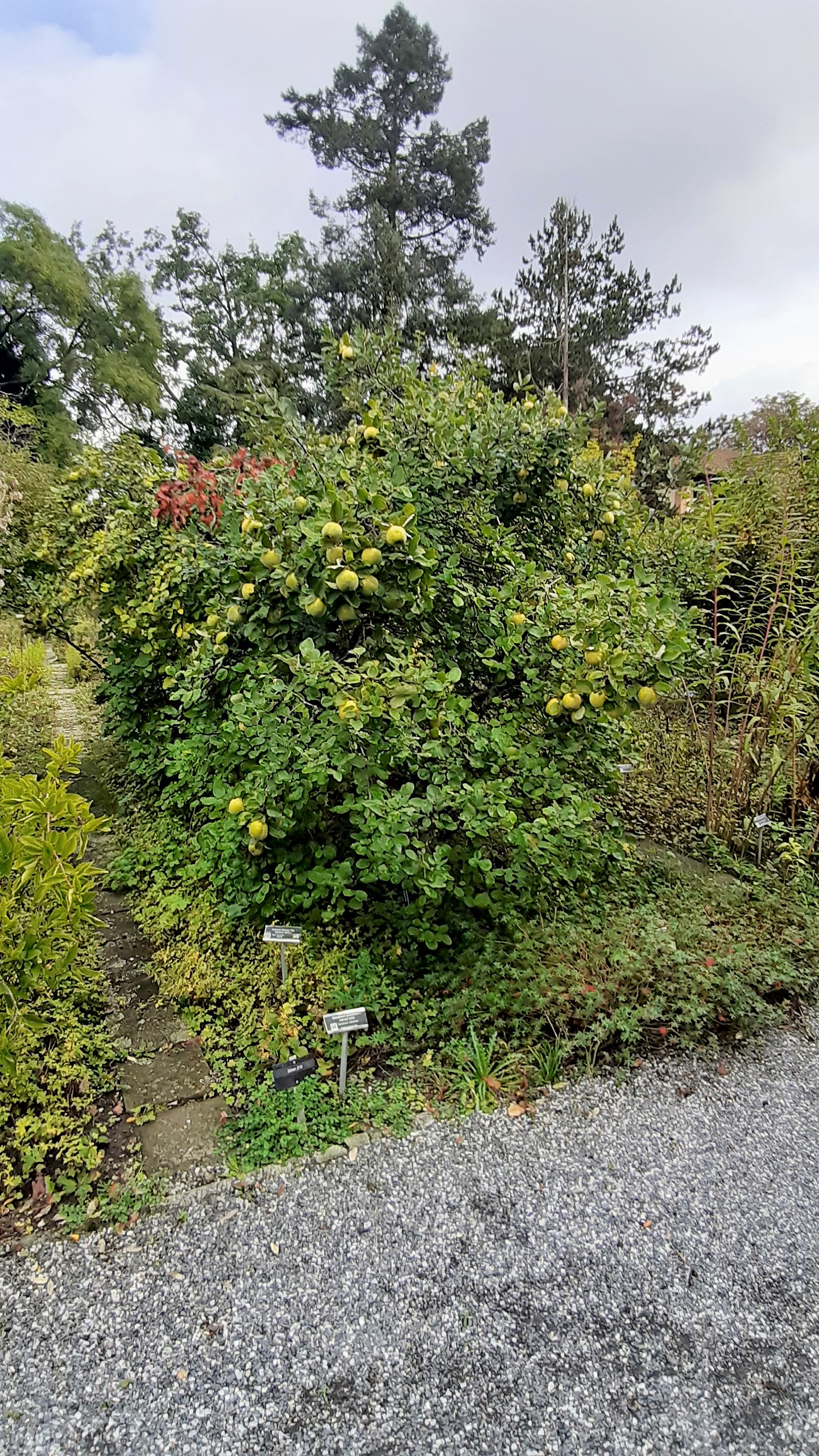
Kdouloň obecná
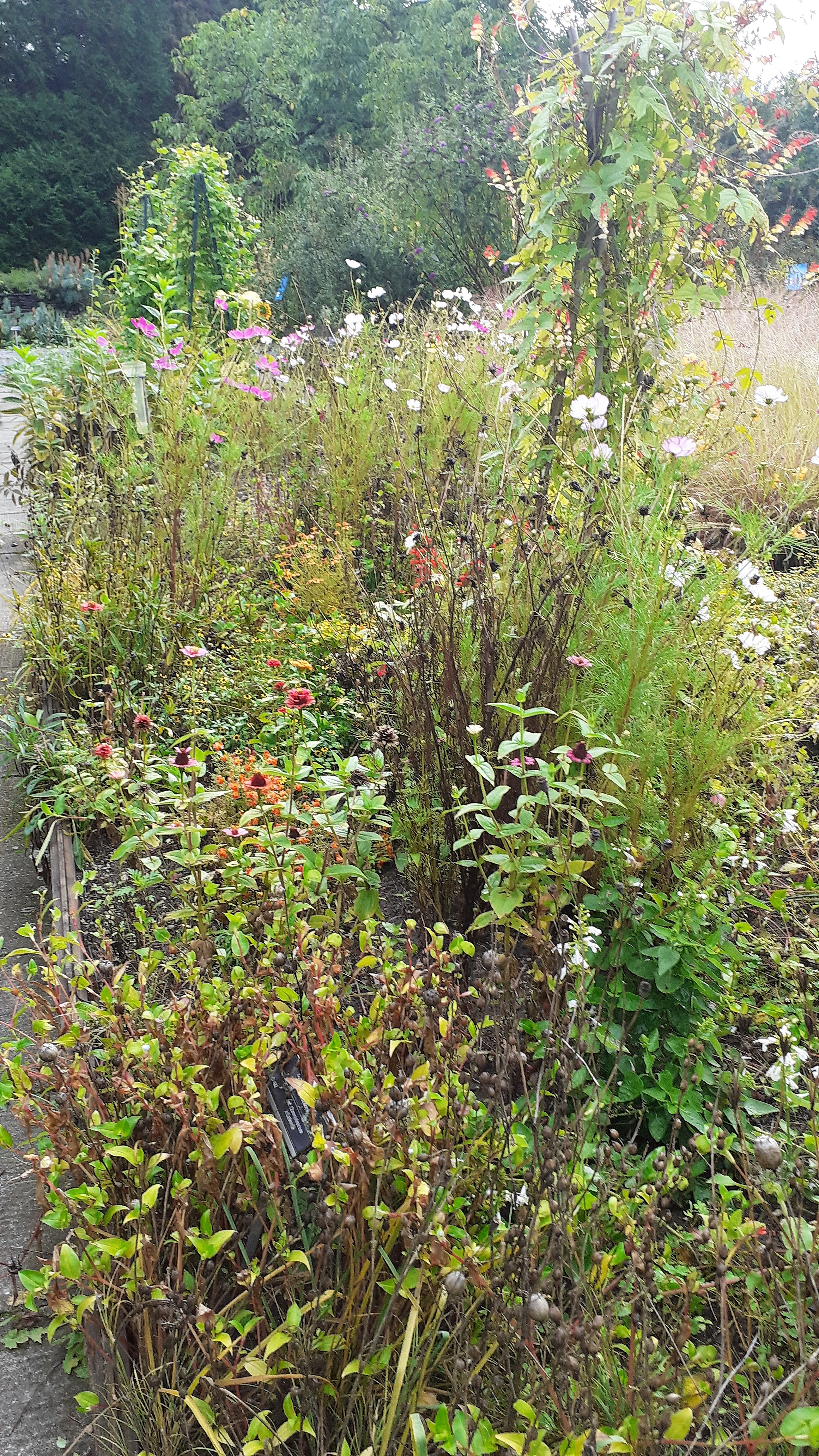
Květena v záhonech centrální části

Jaro 2024
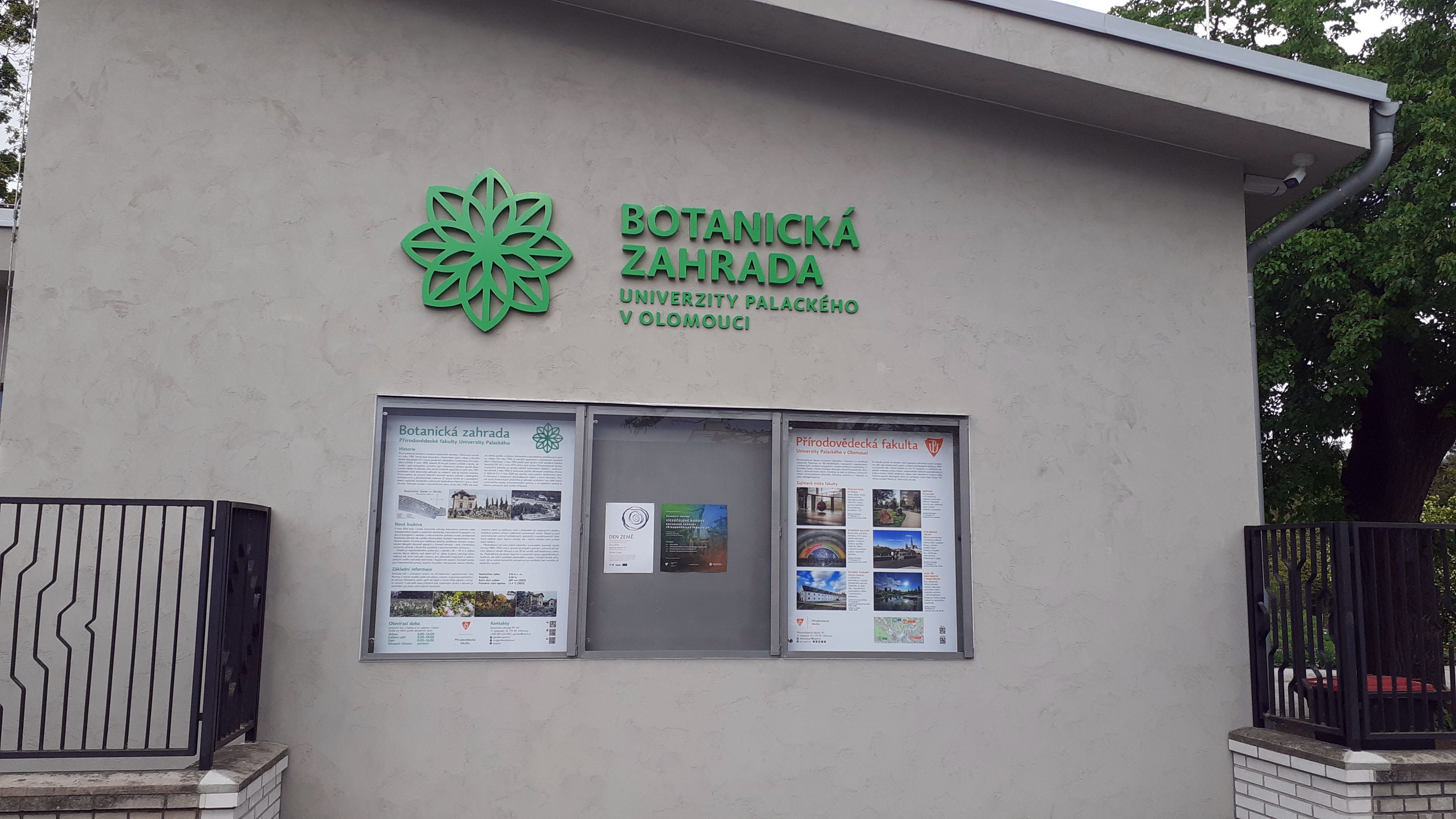
Nová budova botanické zahrady (pohled z ulice)
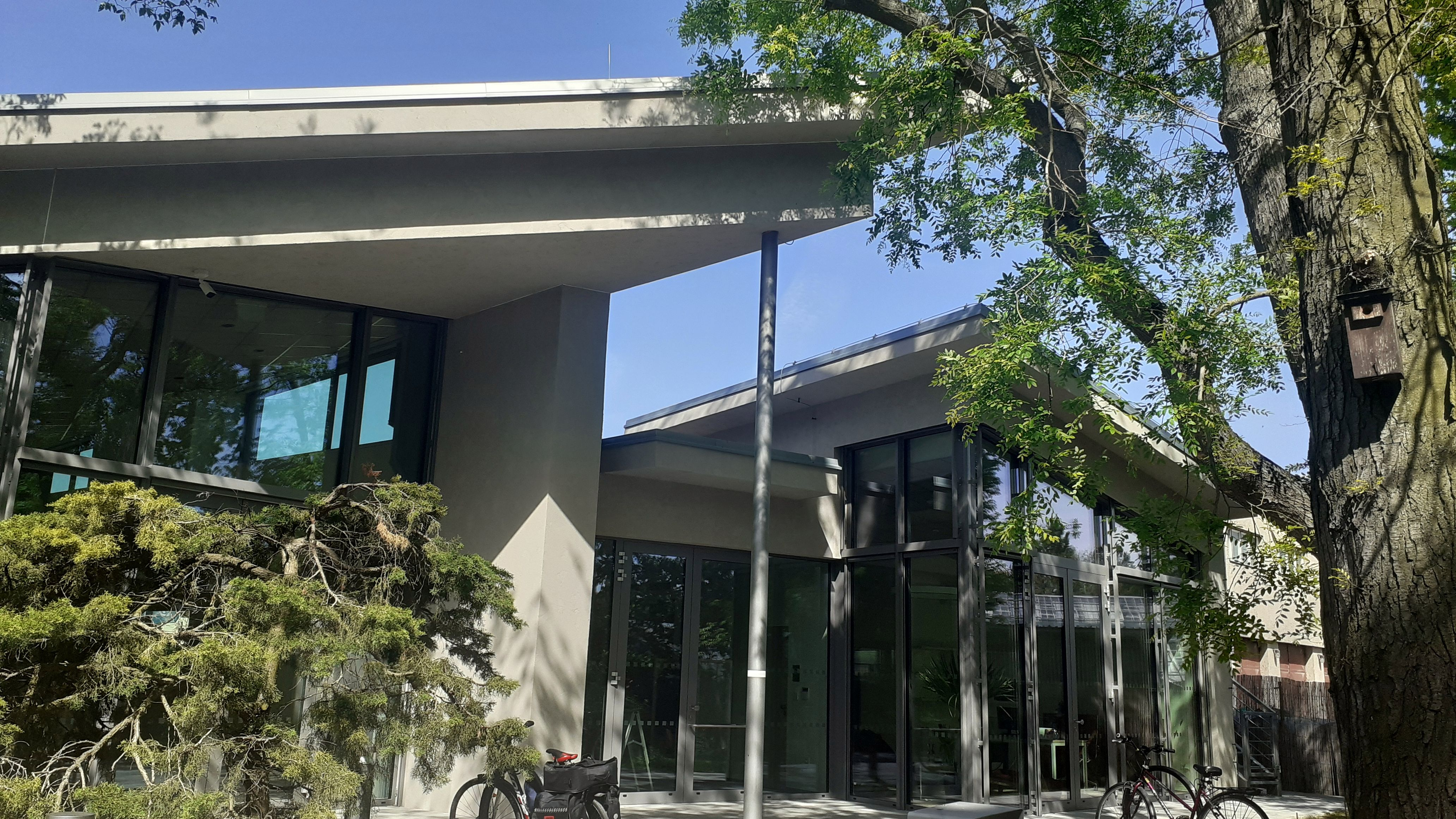
Nová vstupní budova (pohled ze zahrady)
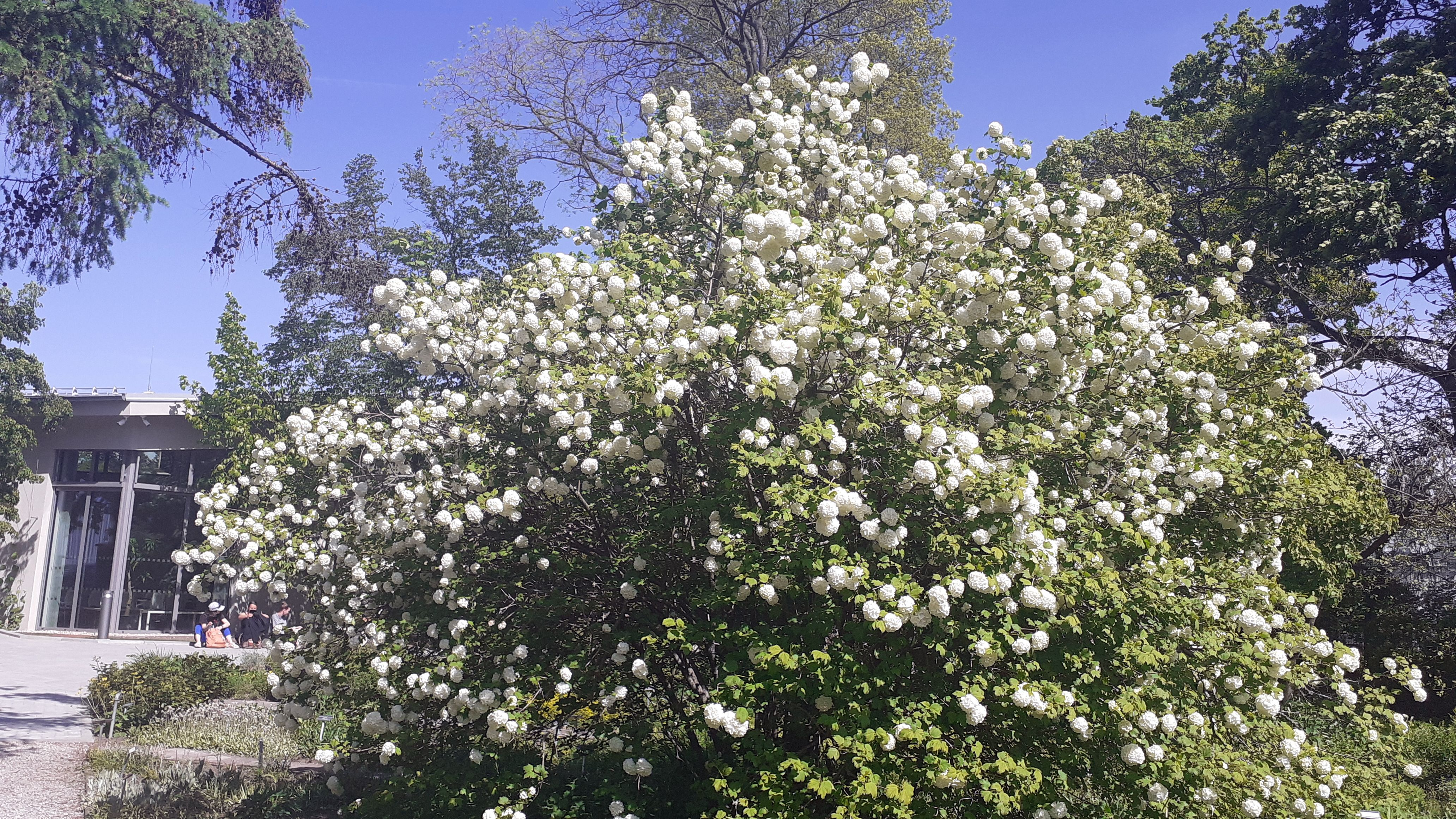
Botanická zahrada (jaro 2024)
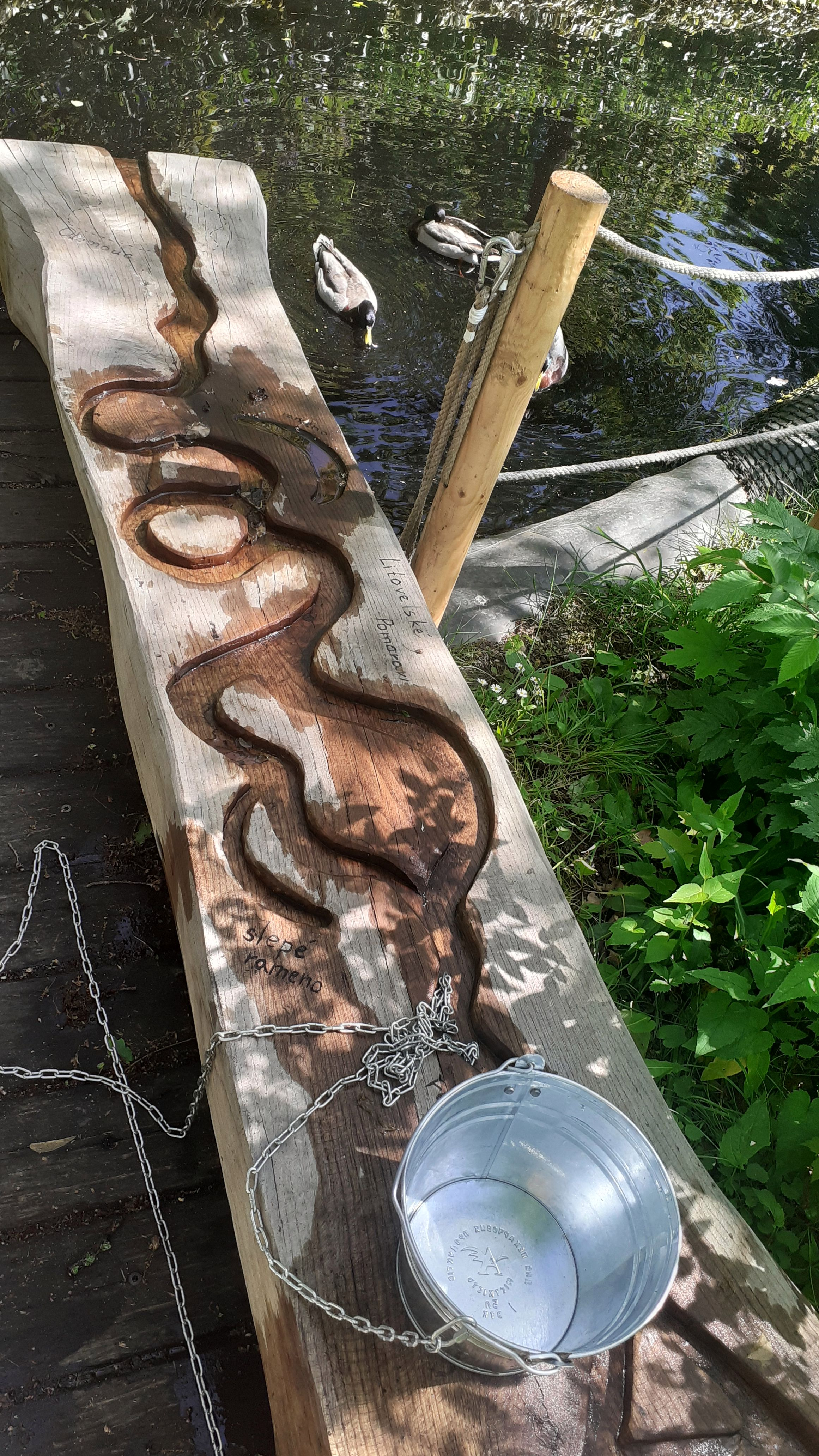
Model mrtvého říčního ramene v Litovelském Pomoraví
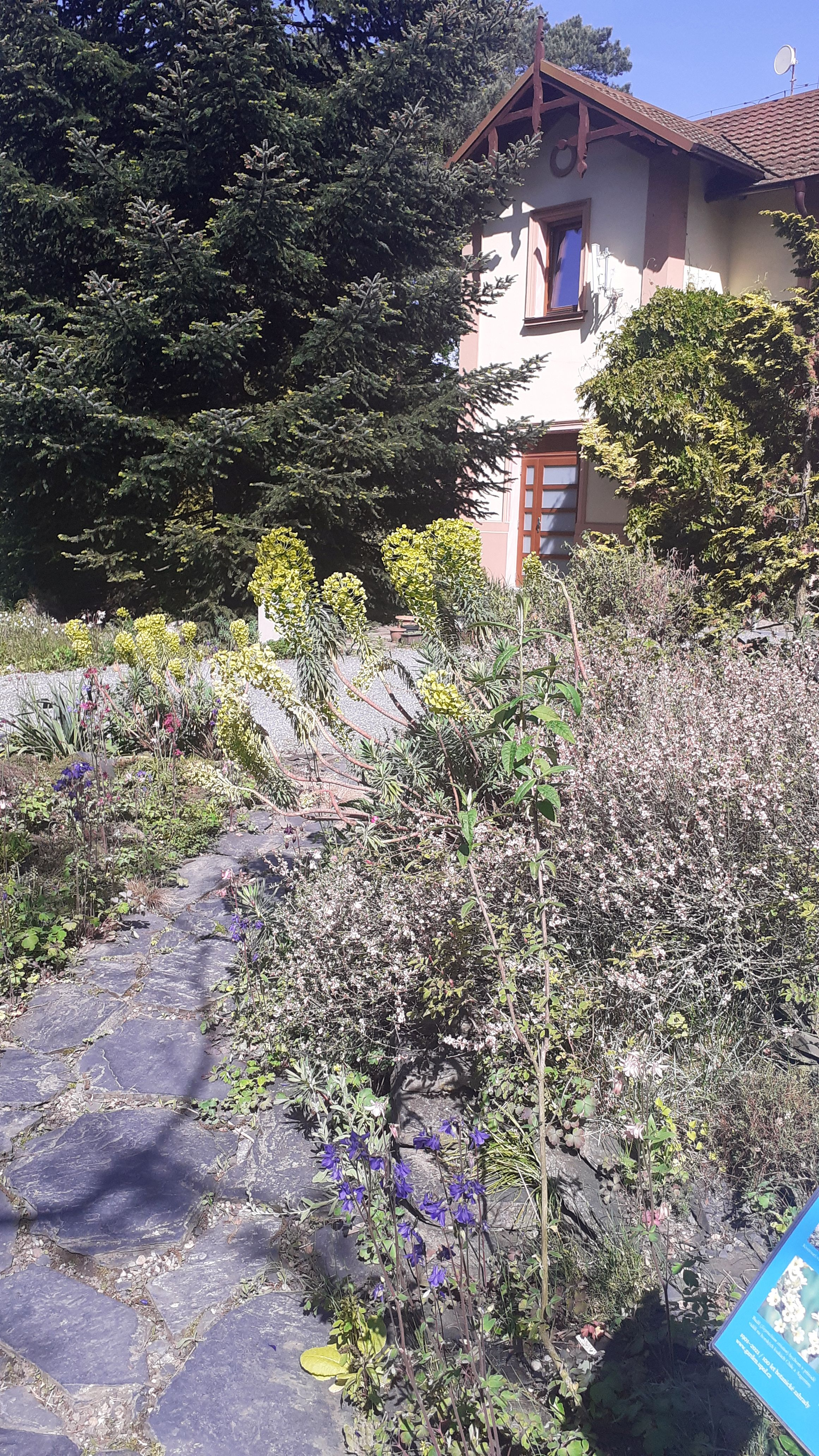
Břidlicová skalka u zahradního domku